# Lauchhammer
Lauchhammer település Németországban, azon belül Brandenburgban. Lakosainak száma 13 951 fő (2023. december 31.).

## Népesség
A település népességének változása:
| Lakosok száma | 4627 | 6054 | 10 151 | 27 524 | 16 956 | 15 084 | 14 070 | 13 930 | 14 143 | 13 951 |
|               | 1875 | 1890 | 1910   | 1950   | 2010   | 2015   | 2020   | 2021   | 2022   | 2023   |